# Three Days Grace (álbum)
Three Days Grace es el primer álbum de estudio de la banda canadiense de metal alternativo, Three Days Grace, y también su primer álbum de larga duración desde Wave of Popular Feeling en 1995. El álbum fue lanzado al mercado el 22 de julio de 2003 a través del sello discográfico, Jive Records.

## Antecedentes y grabación del álbum
Tras la disolución de la banda como Groundswell en 1997, Adam Gontier, Brad Walst y Neil Sanderson, cambiaron su nombre a Three Days Grace. Estando en Toronto la banda conoció al productor Gavin Brown, al cual los miembros de la banda le proporcionaron nuevas canciones en un CD de demostración que entregaron a EMI Publishing Canadá, pero debido a que la discográfica quería escuchar más material, la banda compuso «I Hate Everything About You», con el que la banda atrajo el interés de varios sellos discográficos.

## Listado de canciones
| N.º   | Título                        | Duración |  |
| 1.    | «Burn»                        | 4:27     |  |
| 2.    | «Just Like You»               | 3:06     |  |
| 3.    | «I Hate Everything About You» | 3:51     |  |
| 4.    | «Home»                        | 4:20     |  |
| 5.    | «Scared»                      | 3:13     |  |
| 6.    | «Let You Down»                | 3:44     |  |
| 7.    | «Now or Never»                | 3:00     |  |
| 8.    | «Born Like This»              | 3:32     |  |
| 9.    | «Drown»                       | 3:28     |  |
| 10.   | «Wake Up»                     | 3:24     |  |
| 11.   | «Take Me Under»               | 4:18     |  |
| 12.   | «Overrated»                   | 3:30     |  |
| 44:22 |                               |          |  |

| Three Days Grace edición japonesa/especial |                 |          |  |
| N.º                                        | Título          | Duración |  |
| 13.                                        | «Are You Ready» | 2:49     |  |
| 47:11                                      |                 |          |  |

## Créditos
Three Days Grace
- Adam Gontier - Voz, Guitarra líder y rítmica
- Brad Walst - Bajo
- Neil Sanderson - Batería, Coros

Producción
- Three Days Grace - Producción
- Gavin Brown - Producción
- George Marino - Remasterizado
- Ted Jensen - Remasterización en «I Hate Everything About You»
- Michael Baskette - Ingeniería
- Jay Baumgardner, Rich Costey y Randy Staub - Mezcla

## Posiciones y premios
Three Days Grace hizo que el álbum llegara al n.º 1 del Canadian Top Ten y llegó al n.º 100 de Billboard 200 al mismo tiempo que era n.º 1 en las listas de Billboard Heatseeker. El primer sencillo, "I Hate Everything About You" llegó a ser el n.º 1 en Canadá y entró en la lista de los diez más populares de los Estados Unidos y de las listas mundiales de rock en 2003. Su segundo sencillo, "Just Like You" también llegó a la lista de los diez más populares canadiense. Gavin Brown, compositor por aquel entonces, ganó un premio Junio.

### Posición en las listas
Álbum
| Año  | Lista           | Posición |
| ---- | --------------- | -------- |
| 2003 | Top Heatseekers | 1        |
| 2004 | Billboard 200   | 69       |

Sencillos
| Año  | Sencillo                      | Lista                  | Posición |
| ---- | ----------------------------- | ---------------------- | -------- |
| 2003 | "I Hate Everything About You" | Billboard Hot 100      | 55       |
| 2003 | "I Hate Everything About You" | Mainstream Rock Tracks | 4        |
| 2003 | "I Hate Everything About You" | Modern Rock Tracks     | 2        |
| 2004 | "Just Like You"               | Billboard Hot 100      | 55       |
| 2004 | "Just Like You"               | Mainstream Rock Tracks | 1        |
| 2004 | "Just Like You"               | Modern Rock Tracks     | 1        |
| 2004 | "Burn"                        | Billboard Hot 100      | 90       |
| 2004 | "Burn"                        | Mainstream Rock Tracks | 2        |
| 2004 | "Burn"                        | Modern Rock Tracks     | 7        |

## Certificaciones
| País           | Organismo certificador | Certificación | Ventas certificadas | Ref.  |
| -------------- | ---------------------- | ------------- | ------------------- | ----- |
| Canadá         | Music Canada           | Platino       | 100 000             | [ 2 ] |
| Estados Unidos | RIAA                   | 2× Platino    | 2 000               | [ 3 ] |